# Ceratopteris
Ceratopteris is een geslacht van vier of vijf soorten varens uit de lintvarenfamilie (Pteridaceae).
Ceratopteris-soorten zijn water- of moerasplanten, en daardoor uitzonderlijk onder de varens. Ze komen wereldwijd voor in tropische moerasgebieden.

## Naamgeving
- Synoniemen: Cryptogenis Richard ms. ex Brongn. (1823), Ellebocarpus Kaulf. (1824), Furcaria Desv. (1827), Parkeria Hook. (1825), Teleozoma R. Br. (1823)
- Engels: Water ferns, Antlerferns

## Kenmerken
Het geslacht omvat aquatische varens gekenmerkt door korte, kruipende of rechtopstaande, vlezige wortelstokken en tot 1,2 m lange bladen met een eveneens vlezige, geribde, met luchtkanalen gevulde bladsteel. De bladsteel bevat een ring van vaatbundels.
De bladen zijn dimorf, de buitenste steriele bladen uitgespreid, breed ovaal, twee- tot drievoudig gedeeld, met brede, dunbladige bladslipjes; de binnenste, fertiele bladen rechtopstaand, langer en smaller en fijner verdeeld dan de steriele, met lijnvormige bladslipjes waarvan de bladranden volledig zijn omgekruld.
De sporenhoopjes staan solitair en verspreid langs de nerven aan de onderzijde van de fertiele bladen, omsloten door de omgekrulde bladranden. Er zijn geen dekvliesjes.

## Taxonomie
Ceratopteris werd vroeger wel tot aparte families, de familie Acrostichaceae ofwel de familie Parkeriaceae gerekend. Het is door Smith et al. (2006) onder Pteridaceae geplaatst.
Het geslacht telt naargelang de gevolgde taxonomie vier of vijf soorten.

### Soortenlijst
- Ceratopteris cornuta (P. Beauv.) Le Prieur (1830)
- Ceratopteris gaudichaudii Brongn. (1821)
- Ceratopteris pteridoides (Hook.) Hieron. (1905)
- Ceratopteris richardii Brongn. (1823)
- Ceratopteris thalictroides (L.) Brongn. (1821)